# 蠡县
蠡县是中华人民共和国河北省保定市下辖的一个县。位于河北中部，保定市南部，距离保定市区大约51公里远。县人民政府驻蠡吾镇范蠡東路15號。

## 历史沿革
- 西汉置陸成县，属中山国；
- 东汉初废入蠡吾县（治今博野县里村），本初元年在陆成县故地重置博陵县，属河间郡；
- 曹魏改为博陆县；晋改属高阳国；
- 北魏改为博野县，属高阳郡；
- 隋属河间郡；
- 唐武德五年、九年曾两次设蠡州，倚博野，辖义丰县、清苑县，贞观元年，废蠡州，博野属深州；
- 宋雍熙四年设宁边军，博野为倚郭县，景德元年改为永宁军，宣和七年曾短暂废军，后重设；
- 金升永宁军为蠡州，博野仍为倚郭县；
- 元至正二年省博野县入蠡州；
- 明末降蠡州为蠡县；
- 清以来因袭之。

## 行政区划
蠡县下辖11个镇、2个乡：
蠡吾镇、留史镇、大百尺镇、辛兴镇、北郭丹镇、万安镇、桑园镇、南庄镇、大曲堤镇、鲍墟镇、小陈镇、林堡乡和北埝头乡。

## 人口
根據第七次人口普查數據，截至2020年11月1日零時，蠡縣常住人口488152人。

## 交通
- 230国道、 240国道、 337国道过境。

## 名胜古迹
- 影三郎墓：汉代墓葬，河北省文物保护单位。